# مسعود هاشم‌زاده (کشتی‌گیر)
مسعود هاشم‌زاده (۳۰ شهریور ۱۳۶۰ زاده میانه، آذربایجان شرقی) کشتی‌گیر ایرانی است که در وزن ۱۲۰ کیلوگرم کشتی فرنگی در مسابقات المپیک پکن شرکت کرد.
وی در المپیک آتن به عنوان چهارم رسید.